# Jorma Kortelainen
Jorma Aksel Kortelainen (Pyhäselkä, 17 dicembre 1932 – Jyväskylä, 27 dicembre 2012) è stato un fondista finlandese.

## Palmarès

### Olimpiadi invernali
- Argento a Cortina d'Ampezzo 1956 nella staffetta 4 × 10 km.